# Crime Cologne Award
Der Crime Cologne Award ist ein deutscher Literaturpreis, der seit 2015 für Werke aus dem Bereich der Kriminalliteratur verliehen wird. Die Verleihung findet im Rahmen des jährlich in Köln stattfindenden Krimi-Literaturfestivals Crime Cologne statt. Ausgezeichnet werden Werke, die in deutscher Sprache im ausgeschriebenen Zeitraum erschienen sind. Die Vergabe des Preises erfolgt durch eine Jury.
Aktuell besteht die Jury aus dem Buchhändler Mike Altwicker (Vorsitz), der Autorin Judith Merchant, der Journalistin Birgitt Schippers und der Literaturkritikerin Margarete von Schwarzkopf. Ehemalige Jurymitglieder sind u. a. Gisa Klönne, Melanie Raabe, Antje Deistler, Orkun Ertener, Marc Raabe, Klaus Bittner.
Der Preis ist mit 3000 Euro dotiert. Außerdem erhält der Preisträger als Trophäe eine von Dustin Schulz in Zusammenarbeit mit der Köln International School of Design entworfene Stahlskulptur.
Preisträger
- 2024 Stephan Schmidt: Die Spiele[2]
- 2023 keine Preisvergabe
- 2022 Tommie Goerz: Frenzel[3]
- 2021 Joachim B. Schmidt: Kalmann[4]
- 2020 Max Annas: Morduntersuchungskommission – Der Fall Teo Macamo[5]
- 2019 Romy Hausmann: Liebes Kind[6]
- 2018 Hannah Coler: Cambridge 5 – Zeit der Verräter[7]
- 2017 Gregor Weber: Asphaltseele[8]; Sonderpreis für Friedrich Ani
- 2016 Simone Buchholz: Blaue Nacht
- 2015 Bernhard Aichner: Totenfrau